# Clínica San Miguel de Beasáin
La Clínica San Miguel de Beasáin. (Provincia de Guipúzcoa, España) inició su andadura como clínica privada funcionando en  la villa "Victoria María" propiedad del médico Joaquín Casiano Tellería Tellería (Motiloa 1876 - San Sebastián 1967) con el nombre de Clínica Doctor Tellería.
Inició su actividad funcionalmente en 1933 con un médico de medicina general, Joaquín Casiano Tellería Tellería y posteriormente se unió su hijo, Joaquín María Tellería Unsain (Idiazábal 1905 - San Sebastián 1970) encargándose de la dirección de la Clínica.
En 1947 el médico ginecólogo Bibiano Larramendise hizo cargo de la dirección  ampliando el número de camas hospitalarias
Tras diferentes avatares, en 1955 cambió de nombre a Clínica San Miguel cesando su actividad definitivamente el 21 de diciembre de 1983.  

## Historia
En los albores del siglo XX la comarca del Goyerri se encontraba desatendida frente a cualquier necesidad   que no fuese cubierta por las casas de beneficencia  hospitalarias.
Con la instalación de actividades industriales y el  progresivo aumento de la población tuvo mucha repercusión leyes como el Seguro Obligatorio de Maternidad o la Ley de Accidentes de Trabajo.
El médico de Idiazábal Joaquín Casiano Tellería, consciente de las necesidades de la población, proyectó la creación de una clínica en la comarca.
El 3 de diciembre de 1932 construyó la clínica e inició oficialmente su andadura junto con su hijo Joaquín María, que era especialista de aparato digestivo.
Durante la guerra civil y la postguerra la situación socioeconómica fue catastrófica con un grave desabastecimiento general.
Entre 1941 y 1947 creció la clínica y pasó a disponer de 14 camas para enfermos ingresados.  
En 1947 se hizo cargo de la dirección el ginecólogo  Bibiano Larramendi funcionando de forma principal como una Maternidad y aumentando el número de camas hospitalarias.
En 1955 la Clínica, durante la dirección de Bibiano Larramendi, cambió de nombre a Clínica San Miguel y se ampliaron los servicios de la clínica con otras especialidades.
Tras el fallecimiento de Bibiano Larramendi en 1973, la clínica se cerró temporalmente hasta su reapertura en 1975 como Clínica San Miguel Sociedad Anónima para cerrar definitivamente el 21 de diciembre de 1983.
La Clínica San Miguel cubrió un servicio sanitario que no existía en la comarca en un tiempo de precariedad hasta la creación del Hospital Comarcal de Zumárraga Nuestra Señora de la Antigua.
En el año 2023  la pediatra  Elizabeth Blarduni Cardón,que trabajó en el centro en su última etapa, realizó un trabajo de investigación  sobre la historia de la Clínica San Miguel que publicó en el tomo 31 de la colección Papeles de Beasáin (Beasaingo Paperak) financiado por el Ayuntamiento de Beasáin. 